# Prueba de Lachman

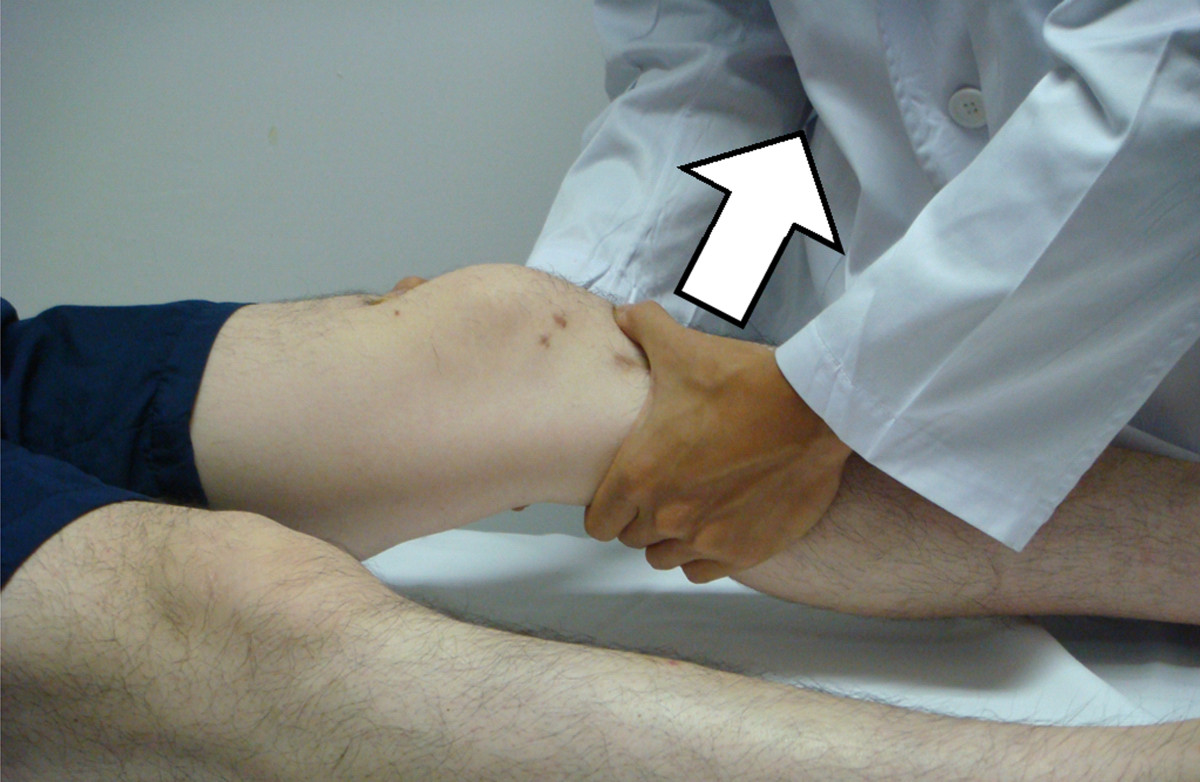
Prueba de Lachman

La prueba de Lachman es una prueba médica utilizada para examinar el ligamento cruzado anterior de la rodilla. Es reconocida como la prueba clínica con mayor sensibilidad y especificidad para la detección de rotura del ligamento cruzado anterior, incluso mayor que con la prueba del cajón anterior.

## Técnica
El paciente debe estar en decúbito supino sobre la mesa de exploración, con la rodilla flexionada aproximadamente 30 grados, en rotación externa. Con una mano se sujeta el extremo distal del muslo y con la otra el extremo superior de la tibia. Con el pulgar de la mano tibial colocado sobre la tuberosidad tibial se deben mover en forma simultánea la tibia hacia adelante y el muslo hacia atrás, observando el grado de desplazamiento anterior de la tibia. Siempre se debe comparar el grado de desplazamiento anterior con el de la rodilla contraria.
Un movimiento anterior significativo indica un desgarro del ligamento cruzado anterior.

## Epónimo
La prueba fue bautizada en honor al cirujano ortopédico John Lachman. 